# Cephalops javensis
Cephalops javensis är en tvåvingeart som beskrevs av De Meyer 1992. Cephalops javensis ingår i släktet Cephalops och familjen ögonflugor. Inga underarter finns listade i Catalogue of Life.